# Peter Gorny (Ruderer)

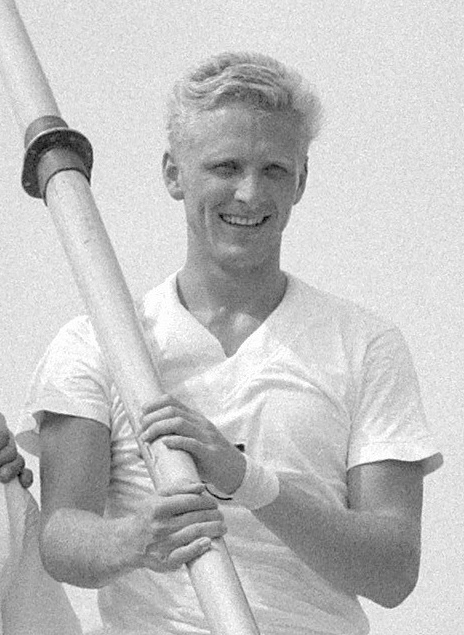
Peter Gorny (1964)

Peter Gorny (* 20. April 1941 in Ammendorf) ist ein ehemaliger Ruderer aus der DDR, der einen Weltmeistertitel und zwei Europameistertitel gewann.

## Karriere

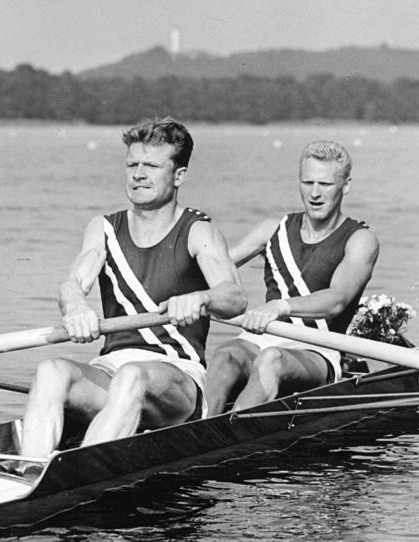
Günter Bergau und Peter Gorny (rechts) 1964

Der Zweier mit Steuermann vom ASK Vorwärts Rostock mit Günter Bergau, Peter Gorny und Steuermann Karl-Heinz Danielowski gewann von 1962 bis 1965 vier DDR-Meistertitel in Folge, 1967 siegten sie zum fünften Mal; 1966 und 1968 belegten die drei den zweiten Platz. Dazwischen gelang ihnen 1965 zusammen mit Günter Roock und Jochen Mietzner auch ein Meisterschaftserfolg im Vierer mit Steuermann. 1969 gewannen Werner Klatt, Karl-Heinz Prudöhl, Gorny und Bernd Meerbach die Meisterschaft im Vierer ohne Steuermann. 1971 erruderten Werner Klatt und Peter Gorny den Titel im Zweier ohne Steuermann.
International gewannen Bergau, Gorny und Danielowski den Europameistertitel im Zweier mit Steuermann 1964 in Amsterdam. Bergau und Gorny erreichten 1967 in Vichy im Zweier ohne Steuermann den zweiten Platz hinter den US-Amerikanern Hough und Johnson. 1969 in Klagenfurt belegten Klatt, Prudöhl, Gorny und Meerbach den dritten Platz im Vierer ohne Steuermann. Seinen zweiten Europameistertitel gewann Gorny 1971 zusammen mit Werner Klatt im Zweier ohne Steuermann, nachdem die beiden im Jahr zuvor in St. Catharines Weltmeister geworden waren. Nur bei Olympischen Spielen blieb Gorny erfolglos. 1964 in Tokio verpasste er mit Bergau und Danielowski ebenso das Olympiafinale wie 1968 in Mexiko-Stadt mit dem DDR-Achter, bei beiden Regatten belegte die Boote mit Gorny den siebten Platz. 